# 道尼亚新堡
道尼亚新堡（義大利語：Castelnuovo della Daunia）是意大利福贾省的一个市镇。总面积60.95平方公里，人口1610人，人口密度26.4人/平方公里（2009年）。ISTAT代码为071017。